# Forda hirsuta
Forda hirsuta är en insektsart. Forda hirsuta ingår i släktet Forda och familjen långrörsbladlöss. Inga underarter finns listade i Catalogue of Life.